# 우분투 모바일
우분투 모바일 인터넷 디바이스 에디션(Ubuntu Mobile Internet Device Edition)은 인텔 아톰 프로세서에 기반한 x86 모바일 컴퓨터인 인텔 모바일 인터넷 디바이스 플랫폼에서 작동하도록 설계된 우분투 배포판이다.

## 같이 보기
- 우분투 리눅스
- 우분투 TV
- 안드로이드 (운영 체제)
- iOS
- 블랙베리 OS
- 윈도우 폰 7
- 리모
- 미고
- 바다
- 타이젠
- 안드로이드용 우분투
- 윈도모바일